# 丁昌燕
丁昌燕（1863年—1937年），字师汝，号剑虹居士，山東省青州府諸城縣人，清朝政治人物、進士出身。

## 生平
光緒十八年（1892年），参加光緒壬辰科殿試，登進士二甲51名。同年五月，改翰林院庶吉士。光緒二十年四月，散館，著以知县即用。